# Violenbach (Else)
Der Violenbach ist ein etwa 20,2 km langer rechter Nebenfluss der Else. Er entspringt am nördlichen Hang des Barenbergs im Naturschutzgebiet Ravensberg – Barenberg südlich von Borgholzhausen im nordrhein-westfälischen Kreis Gütersloh aus mehreren Quelltöpfen. Die Weser-Ems-Wasserscheide liegt in unmittelbarer Nähe, die Quelle eines Zuflusses der Hessel, die zum Flusssystem der Ems gehört, liegt nur etwa 450 m entfernt.

## Name
Das Bestimmungswort des Namens leitet sich vom mittelniederdeutschen Wort viōle für „Veilchen“ ab.

## Geographie

### Verlauf
Der Bach fließt zunächst in nördlicher Richtung durch Borgholzhausen, wendet sich dann Richtung Osten, fließt vorbei am Wasserschloss Brincke, wendet sich dort wieder nach Norden und erreicht etwa 700 m weiter die Grenze zum Meller Stadtteil Neuenkirchen und damit zu Niedersachsen, die er über weitere rund 400 m bildet.
In der Folge ist er im Neuenkirchener Ortsteil Küingdorf Mühlbach für die Kleine Mühle, die Overkämper Mühle und die Neue Mühle. Am Wasserschloss Sondermühlen, dessen Gräfte sich aus dem Violenbach speist, wendet er sich erneut kurzzeitig nach Osten um dann in nördlicher Richtung weiter zu fließen.
Kurz nach Unterquerung der Autobahn A 30 in unmittelbarer Nähe zur Raststätte Grönegau und dem Flugplatz Melle-Grönegau mündet der Bach rechtsseitig in die Else.

### Zuflüsse
- Piumer Bach, von rechts in Borgholzhausen
- Holzbach, von rechts bei Brincker Mühle
- Föhrenbach, von links bei Küingdorf
- Hümpelbach, von rechts bei Dielingdorf
- Maßbach, von rechts bei Insingdorf
- Allerbach, von rechts bei Westendorf
- Sternbach, von links bei Gerden

## Fauna
Die waldreiche Quellregion des Violenbaches ist Laichgebiet verschiedener Amphibienarten; neben der Erdkröte bildet auch der Feuersalamander eine reproduzierende Population. Am Gewässerlauf leben und brüten die Wasseramsel und der Eisvogel.